# Argostemma fasciculata
Argostemma fasciculata là một loài thực vật có hoa trong họ Thiến thảo. Loài này được Sridith & K.Larsen mô tả khoa học đầu tiên năm 2004.